# Karawang
Karawang is de hoofdplaats van het regentschap Karawang op het Indonesische eiland Java, ongeveer 40 ten oosten van de hoofdstad Jakarta. In 2010 had de stad 245.615 inwoners en een agglomeratie van 1,26 miljoen.

## Geboren
- Ita Wegman (1876-1943), arts, antroposoof en theosoof